# Ducesa Marie Louise de Mecklenburg-Schwerin
Ducesa Marie Louise de Mecklenburg-Schwerin (germană Herzogin Marie Luise Friederike Alexandrine Elisabeth Charlotte Catherine Mecklenburg-Schwerin; 31 martie 1803 – 26 octombrie 1862) a fost fiica lui Frederic Louis, Mare Duce Ereditar de Mecklenburg-Schwerin și a soției acestuia, Marea Ducesă Elena Pavlovna a Rusiei. Prin căsătoria cu Georg, Duce de Saxa-Altenburg a devenit ducesă consort a ducatului de Saxa-Altenburg.

## Familie
Marie Louise s-a născut la Ludwigslust, Mecklenburg-Schwerin, ca al doilea copil și prima fiică a lui Frederic Louis, Mare Duce Ereditar de Mecklenburg-Schwerin (1778–1819) și al soției sale, Marea Ducesă Elena Pavlovna a Rusiei.
Tatăl ei era fiul cel mare al lui Frederic Francisc I, Mare Duce de Mecklenburg și al Prințesei Louise de Saxa-Gotha-Altenburg iar mama ei era fiica Țarului Pavel I al Rusiei și al Sophiei Dorothea de Württemberg.

## Căsătorie
La 7 octombrie 1825, la  Ludwigslust, Marie Louise s-a căsătorit cu Georg, Duce de Saxa-Altenburg (1796–1853), fiu al lui Frederic, Duce de Saxa-Altenburg și al Ducesei Charlotte Georgine de Mecklenburg-Strelitz.
Marie Louise și Georg au avut trei copii:
1. Ernst I, Duce de Saxa-Altenburg (n. Hildburghausen, 16 septembrie 1826 – d. Altenburg, 7 februarie 1908); căsătorit cu Prințesa Agnes de Anhalt-Dessau.
2. Prințul Albrecht Frederick August (n. Hildburghausen, 31 octombrie 1827 – d. Ludwigslust, 28 mai 1835).
3. Prințul Moritz de Saxa-Altenburg (n. Eisenberg, 24 octombrie 1829 – d. Arco, Italia, 13 mai 1907); căsătorit cu Prințesa Augusta de Saxa-Meiningen.